# Juliana van Nassau (1546-1588)
Juliana van Nassau (Dillenburg, 10 augustus 1546 – Rudolstadt, 31 augustus 1588) was een Duitse gravin uit het huis Nassau-Dillenburg. Juliana was een van de dochters van graaf Willem de Rijke van Nassau en Juliana van Stolberg. Willem van Oranje was haar oudste broer. In 1575 trouwde ze met graaf Albrecht VII van Schwarzburg en werd gravin van Schwarzburg-Rudolstadt.

## Biografie

### Jeugd en huwelijksonderhandelingen
Juliana werd Luthers opgevoed op het kasteel van Dillenburg. Over haar opvoeding is weinig bekend.

In de jaren 1560 waren er vergevorderde onderhandelingen over een huwelijk tussen Juliana en koning Frederik III van Denemarken. Voor Willem van Oranje zou een huwelijk tussen zijn zuster en de Deense koning zijn internationale positie verstevigd hebben. De onderhandelingen werden gevoerd door Günther XLI van Schwarzburg. Günther was een goede vriend van Willem van Oranje, getrouwd met diens zuster Catharina en hij had van 1563 tot 1564 gediend als opperbevelhebber in het Deense leger. Kort na Günthers laatste bezoek aan Denemarken in oktober 1568 brak koning Frederik II de onderhandelingen af, waarschijnlijk omdat een huwelijk door Spanje opgevat kon worden als een provocatie.
In 1574 deed graaf Albrecht van Schwarzburg, een jongere broer van graaf Günther, Juliana een huwelijksaanzoek. Albrecht en Juliana hadden elkaar leren kennen op de Dillenburg, waar Albrecht regelmatig verbleef. Op 25 mei 1575 werd het huwelijkscontract getekend.
Op 14 juni 1575 trouwde Juliana en Albrecht op het kasteel van Dillenburg. Willem van Oranje betaalde de bruidsschat. De bruiloft bleef bij een kleinschalige plechtigheid, later zou Juliana feestelijk overgedragen worden aan haar nieuwe familie. Vanwege een uitbraak van de pest bleven Juliana en Albrecht in Dillenburg. Ook Juliana werd getroffen door de ziekte, maar ze herstelde binnen korte tijd.

### Gravin van Schwarzburg
In februari 1576 vertrok de bruidsstoet uit Dillenburg naar Thüringen. Op 19 februari vierden Albrecht en Juliana hun huwelijksfeest in Arnstadt, de grootste stad van de Schwarzburgse graafschappen. Willem van Oranje kon niet bij het feest aanwezig zijn, zodat graaf Herman van Wied als zijn plaatsvervanger optrad.
Juliana en Albrecht trokken na hun aankomst in Schwarzburg in de Heideckburg, het kasteel boven Rudolstadt. Na een grote brand in 1573 had Albrecht opdracht gegeven het kasteel te laten verbouwen in een renaissancestijl. De verbouwingen waren nog in volle gang toen Juliana het kasteel betrok.
Juliana stond bekend als diepgelovige lutherse vrouw die zich inzette voor liefdadigheid. Zo liet ze op haar eigen kosten artsen en barbiers ontbieden om de armen te behandelen. Ze had haar eigen apotheek in het kasteel en bemoeide zich persoonlijk met de behandeling van zieken.
Juliana overleed op 31 augustus 1588, kort na de bevalling van een zoontje. Ze werd op 10 september begraven in de stadskerk van Rudolstadt. Graaf Albrecht rouwde diep om haar dood. Drieënhalf jaar later hertrouwde hij met Elisabeth van Leiningen-Westerburg.

## Kinderen
Juliana en Albrecht kregen tien kinderen, vier zoons en zes dochters:
- Karel Günther (6 november 1576 – 24 september 1630)
- Elizabeth Juliana (1 januari 1578 – 28 maart 1658)
- Sophie (1 maart 1579 – 24 augustus 1630), trouwde op 30 maart 1595 met graaf Jobst II von Barby-Mühlingen
- Magdalena (12 april 1580 – 22 april 1632), trouwde op 22 mei 1597 met Hendrik II van Reuss-Gera
- Lodewijk Gunther I (27 mei 1581 – 4 november 1646)
- Albrecht Gunther I (8 augustus 1582 – 20 januari 1634)
- Anna Sybilla (14 maart 1584 – 22 augustus 1623), trouwde op 15 november 1612 met graaf Christiaan Günther I van Schwarzburg-Sondershausen
- Catharina Maria (13 juli 1585 – 19 januari 1650)
- Dorothea Susanne (13 februari 1587 – 19 april 1662)
- Hendrik Gunther (27 augustus 1588 – 29 oktober 1589)